# Nick Faldo
Nicholas Alexander Faldo (Welwyn Garden City, Hertfordshire, Inglaterra, 18 de julio de 1957) conocido como Nick Faldo,  es un exgolfista británico. Es considerado el golfista británico con mayor éxito de la historia.

## Trayectoria
Logró un total de 30 victorias en el European Tour, obteniendo el primer puesto en la Orden de Mérito en las temporadas 1983 y 1992. Estuvo 97 semanas en el primer puesto en la clasificación mundial de golfistas desde 1990 hasta 1994.
Fue tres veces ganador del Masters de Augusta en 1989, 1990 y 1996, y tres veces ganador del British Open en 1987, 1990 y 1992. Además obtuvo tres segundos puestos, tres terceros y un total de 18 top 5 en torneos mayores. Entre sus principales victorias también están dos en el Campeonato Mundial de Match Play de 1989 y 1992, cuatro en el Campeonato Británico de la PGA de 1978, 1980, 1981 y 1989, y una en el Volvo Masters de 1988. 
En su día fue el participante más joven en jugar una Ryder Cup con 20 años y es el golfista con más participaciones (once). Ayudó al equipo europeo a ganar las ediciones de 1995 y 1997. Es el segundo jugador con más puntos conseguidos para el equipo europeo, cosechando 25 puntos en 46 partidos, siendo también uno de los jugadores que más partidos ha perdido en esta competición.
En el año 2008 capitaneó a la selección europea de la Ryder Cup, teniendo el dudoso honor de ser el único capitán que no ha ganado hasta el momento dicha competición en lo que va de siglo.
Luego de su retiro, Faldo trabajó como comentarista de golf en las cadenas estadounidenses de televisión American Broadcasting Company desde 2004 hasta 2006, y luego en CBS y Golf Channel desde 2007 hasta 2022. También ha sido comentarista del Abierto Británico en las cadenas británicas BBC y Sky Sports.